# Butch Leitzinger

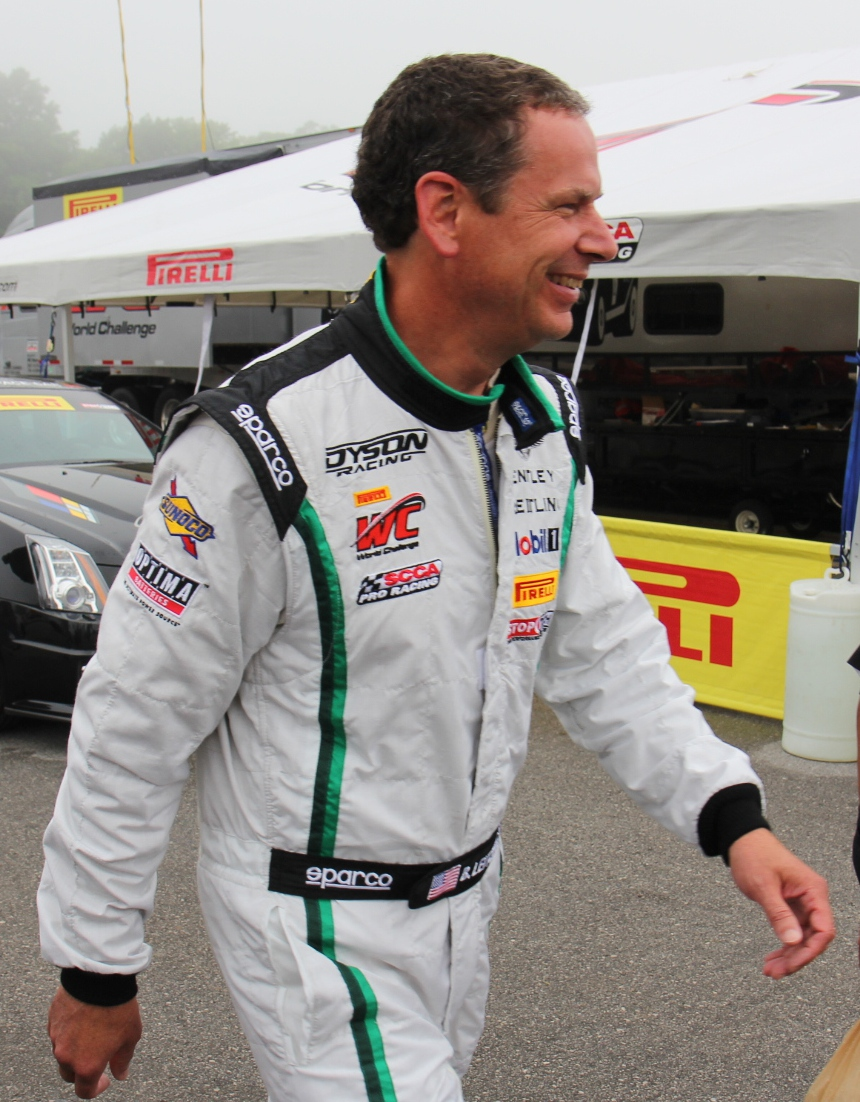
Butch Leitzinger 2014

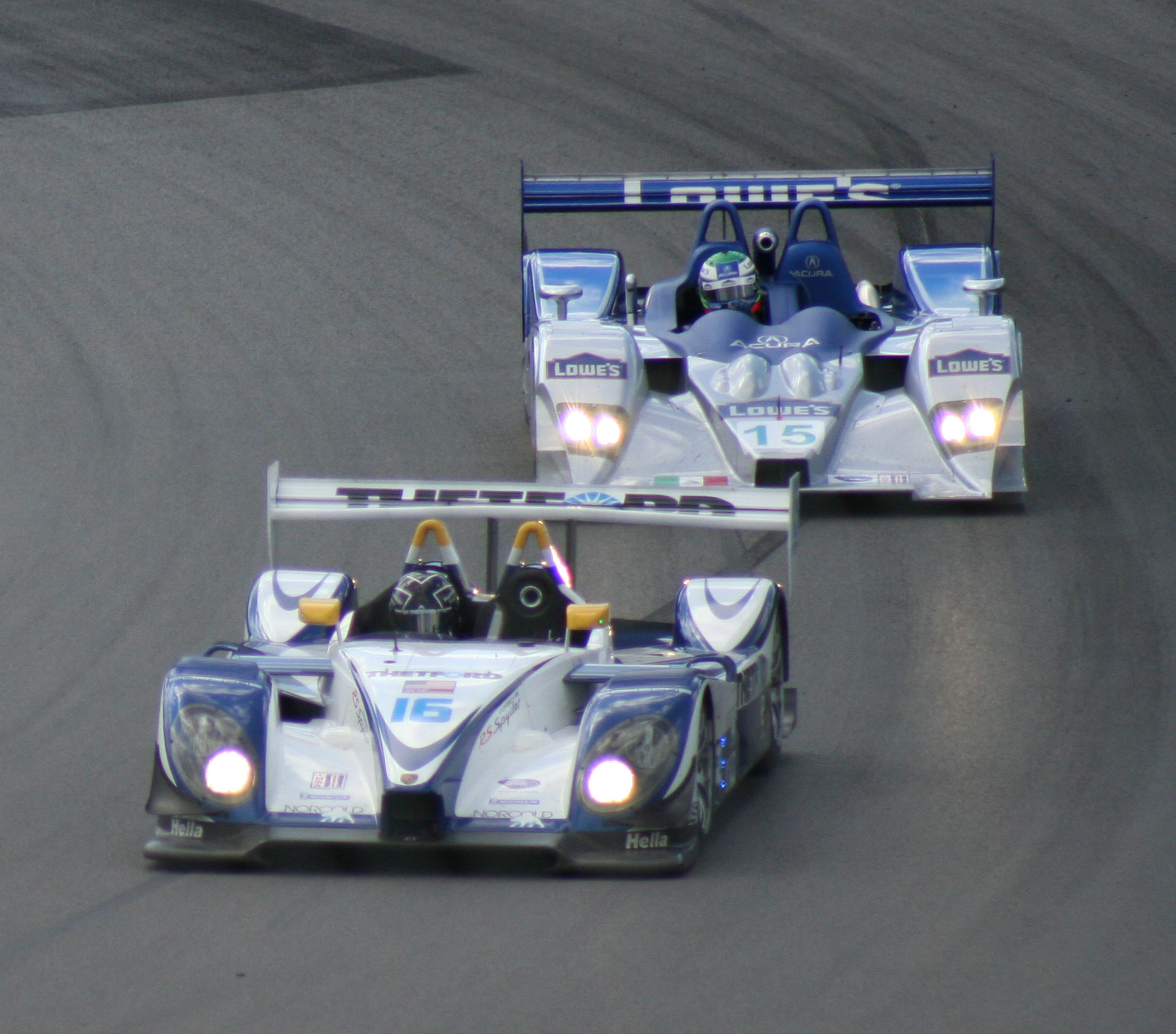
Butch Leitzinger in einem Dyson-Porsche RS Spyder (vorne), bei einem ALMS-Rennen 2007

Robert Franklin „Butch“ Leitzinger (* 28. Februar 1969 in Homestead) ist ein ehemaliger US-amerikanischer Automobilrennfahrer und der Sohn von Bob Leitzinger.

## Jugend
Durch die Rennaktivitäten seines Vaters kam Butch Leitzinger schon früh mit dem Motorsport in Berührung. Seine Eltern, sich der Gefahren des Rennsport bewusst, versuchten lange ihren Sohn von dieser Form der sportlichen Betätigung fernzuhalten. Erst als dieser einwilligte das College der Pennsylvania State University zu besuchen, unterstützten ihn Bob und Sandra Leitzinger bei seinen Rennaktivitäten. Nach seinem Studienabschluss 1991 – er verließ das College mit einem Abschluss im Wirtschaftsmanagement – begann er 1992 Rennen zu fahren.

## Karriere
Leitzinger hatte schon während seiner Studienzeit eine Rennfahrerschule besucht und war als Amateur Sportwagenrennen gefahren. Die dort erzielten Erfolge, die guten Beziehungen seines Vaters und sein professionelles Auftreten, ermöglichten ihm Anfang der 1990er-Jahre ein Engagement bei Dyson Racing. Diese Partnerschaft wurde zu einer der erfolgreichsten im US-amerikanischen Sportwagensport der letzten beiden Jahrzehnte. Zweimal, 1994 und 1997, gewann er für das Team das 24-Stunden-Rennen von Daytona. 1999 holte er sich, gemeinsam mit Partner Elliott Forbes-Robinson, den Titel in der United States Road Racing Championship. 1999 war Dyson Racing auch schon in der American Le Mans Series aktiv und Leitzinger feierte mit Forbes-Robinson und Andy Wallace als Partner, seinen dritten Gesamtsieg in Daytona.
1997 erhielt Leitzinger von Dyson Racing die Freigabe, um für einen britischen Rennstall beim 24-Stunden-Rennen von Le Mans an den Start gehen zu können. Für David Price Racing pilotierte er einen Panoz Esperante GTR-1, der jedoch nach einem Motorschaden vorzeitig aus dem Rennen genommen werden musste. Seinen größten Erfolg an der Sarthe feierte er 2000 als Werksfahrer von Bentley; dritter Rang in der Gesamtwertung mit dem Bentley EXP Speed 8.
Leitzinger war in seiner Karriere bei drei NASCAR-Rennen (jeweils in Watkins Glen) am Start und war auch 2010 in der American Le Mans Series aktiv. 2002 sorgte er dort für einen historischen Sieg, als er zusammen mit Weaver das Rennen in Sonoma auf einem Dyson-MG-Lola EX257 gewann. Es war der erste Gesamtsieg für ein LMP2-(damals noch LMP675)-Auto in dieser Rennserie.

## Statistik

### Le-Mans-Ergebnisse
| Jahr | Team                   | Fahrzeug               | Teamkollege       | Teamkollege   | Platzierung            | Ausfallgrund |
| ---- | ---------------------- | ---------------------- | ----------------- | ------------- | ---------------------- | ------------ |
| 1997 | David Price Racing     | Panoz Esperante GTR-1  | James Weaver      | Andy Wallace  | Ausfall                | Motorschaden |
| 1999 | Panoz Motorsports Inc. | Panoz LMP-1            | Éric Bernard      | David Brabham | Rang 7                 |              |
| 2000 | Team Cadillac          | Cadillac Northstar LMP | Franck Lagorce    | Andy Wallace  | Rang 21                |              |
| 2001 | Team Bentley           | Bentley EXP Speed 8    | Eric van de Poele | Andy Wallace  | Rang 3 und Klassensieg |              |
| 2002 | Team Bentley           | Bentley EXP Speed 8    | Eric van de Poele | Andy Wallace  | Rang 4 und Klassensieg |              |
| 2003 | Risi Competizione      | Ferrari 360 Modena GT  | Shane Lewis       | Johnny Mowlem | Ausfall                | Motorschaden |

### Sebring-Ergebnisse
| Jahr | Team                      | Fahrzeug              | Teamkollege    | Teamkollege             | Platzierung             | Ausfallgrund       |
| ---- | ------------------------- | --------------------- | -------------- | ----------------------- | ----------------------- | ------------------ |
| 1989 | Leitzinger Racing         | Nissan 240SX          | Bob Leitzinger | Chuck Kurtz             | Rang 28                 |                    |
| 1990 | Leitzinger Racing         | Nissan 240SX          | David Loring   | Chuck Kurtz             | Rang 10 und Klassensieg |                    |
| 1991 | Leitzinger Racing         | Nissan 240SX          | Bob Leitzinger | Chuck Kurtz             | Ausfall                 | Motorschaden       |
| 1992 | Leitzinger Racing         | Nissan 240SX          | Bob Leitzinger | Chuck Kurtz             | Rang 9                  |                    |
| 1994 | Scandia Motorsports       | Spice WSC94           | Ross Bentley   | Andy Evans              | Rang 4                  |                    |
| 1995 | Dyson Racing              | Riley & Scott Mk III  | James Weaver   | Rob Dyson               | Rang 35                 |                    |
| 1996 | Dyson Racing              | Riley & Scott Mk III  | Andy Wallace   |                         | Rang 5                  |                    |
| 1997 | Dyson Racing              | Riley & Scott Mk III  | James Weaver   | Andy Wallace            | Rang 2                  |                    |
| 1998 | Dyson Racing              | Riley & Scott Mk III  | James Weaver   | Dorsey Schroeder        | Rang 12                 |                    |
| 1999 | Dyson Racing              | Riley & Scott Mk III  | James Weaver   | Elliott Forbes-Robinson | Rang 2                  |                    |
| 2001 | Dyson Racing              | Riley & Scott Mk IIIC | James Weaver   | Elliott Forbes-Robinson | Ausfall                 | Zylinder überhitzt |
| 2002 | Dyson Racing Team Inc.    | Riley & Scott Mk III  | James Weaver   | Elliott Forbes-Robinson | Rang 4                  |                    |
| 2003 | Dyson Racing              | MG-Lola EX257         | James Weaver   | Andy Wallace            | Ausfall                 | Lenkdefekt         |
| 2004 | Dyson Racing Team Inc.    | MG-Lola EX257         | James Weaver   | Andy Wallace            | Rang 6                  |                    |
| 2005 | Dyson Racing Team         | MG-Lola EX257         | James Weaver   | Andy Wallace            | Rang 3                  |                    |
| 2006 | Dyson Racing Team         | Lola B06/10           | James Weaver   | Andy Wallace            | Rang 5                  |                    |
| 2007 | Dyson Racing Team         | Porsche RS Spyder     | Andy Lally     | Andy Wallace            | Rang 9                  |                    |
| 2008 | Dyson Racing Team         | Porsche RS Spyder     | Andy Lally     | Marino Franchitti       | Rang 2                  |                    |
| 2009 | Dyson Racing Team Inc.    | Lola B08/86           | Ben Devlin     | Marino Franchitti       | Ausfall                 | Mechanik           |
| 2010 | Alex Job Racing           | Porsche 997 GT3 Cup   | Leh Keen       | Juan González           | Rang 17 und Klassensieg |                    |
| 2012 | PR1 Mathiasen Motorsports | Oreca FLM09           | Ken Dobson     | Rudy Junco              | Rang 13                 |                    |
| 2013 | Dyson Racing Team Inc.    | Lola B12/60           | Chris Dyson    | Guy Smith               | Ausfall                 | Defekt             |